# Словенські Кониці
Словенські Кониці (словен. Slovenske Konjice) — поселення в общині Словенські Кониці, Савинський регіон, Словенія. Висота над рівнем моря: 322 м.